# Surfing the Warm Industry
Surfing the Warm Industry es el segundo sencillo del álbum Zitilites lanzado el 3 de marzo de 2003.
Como sencillo fue lanzado dos días antes del lanzamiento del álbum

## Historia
Kasper Eistrup, vocalista y líder del grupo, pasó por un angustiante bloqueo creativo durante la producción y lanzamiento de este larga duración.
Eistrup habla de sus deseos de tomar un trabajo corporativo donde la rutina sea la misma y evitar así las constantes preguntas sobre su trabajo creativo que parecían acosarlo durante la preparación de este disco.

## Posicionamiento en listas
| Lista                      | Lista                      | Posición más alta | Posición más alta |
| -------------------------- | -------------------------- | ----------------- | ----------------- |
| Los 100 + pedidos del 2003 | Los 100 + pedidos del 2003 | 83                | 83                |